# Рябцево (Брянская область)
Рябцево — село в Стародубском районе Брянской области России, входит в состав Мохоновского сельского поселения.
Находится в 5 км к северо-западу от села Мохоновка.

## История
Основано предположительно в первой половине XVII века; упоминается с 1674 года как хутор Рябцовщина, где в 1693 году был основан Рябцовский Успенский мужской монастырь, в ведение которого перешло и само село с 1717 (до этого — магистратское владение). По упразднении монастыря — приходское село с Успенской церковью (последнее здание храма 1753, деревянное, упоминается до начала XX века; не сохранилось). В XVII—XVIII века входило в полковую (1-ю) сотню Стародубского полка; с 1782 по 1929 в Стародубском уезде (с 1861 в составе Стародубской волости). С 1919 до 1930-х годов — центр Рябцевского сельсовета, затем до 1954 в Дареевичском сельсовете. В середине XX века — колхоз «14-й год Октября». На западной окраине села — городище юхновской культуры (V—III веков до нашей эры), верхний культурный слой которого датируется эпохой Древней Руси (XI—XIII века); также близ села — два селища, курганные могильники.

## Население
С 2010 — без населения. Максимальное число жителей 550 человек (1901).
| 2010 | 2013 |
| ---- | ---- |
| 0    | →0   |